# جورج سيجال
جورج سيجال (بالإنجليزية: George Segal)‏ ولد في 13 فبراير 1934 وتوفي في 23 مارس 2021 في سانتا روسا ولاية كاليفورنيا، هو عازف بانجو وممثل مسرحي، وممثل تلفزي، وممثل أفلام، ومؤدي أصوات أمريكي، وهو عضوٌ في الأكاديمية الأمريكية للفنون والآداب.

## التعليم
تعلم في جامعة كولومبيا، وكلية هافرفورد.

## وصلات خارجية
- جورج سيجال على موقع IMDb (الإنجليزية)
- جورج سيجال على موقع الموسوعة البريطانية (الإنجليزية)
- جورج سيجال على موقع روتن توميتوز (الإنجليزية)
- جورج سيجال على موقع ألو سيني (الفرنسية)
- جورج سيجال على موقع ميوزك برينز (الإنجليزية)
- جورج سيجال على موقع تيرنر كلاسيك موفيز (الإنجليزية)
- جورج سيجال على موقع أول موفي (الإنجليزية)
- جورج سيجال على موقع قاعدة بيانات برودواي على الإنترنت (الإنجليزية)
- جورج سيجال على موقع قاعدة بيانات الأفلام السويدية (السويدية)
- جورج سيجال على موقع إن إن دي بي (الإنجليزية)